# Soraya Gerrits
Soraya Gerrits (Huis ter Heide, 16 mei 2000) is een Nederlands musicalactrice.

## Biografie
Gerrits studeerde in 2017 af aan de vooropleiding conservatorium Muziek en Dans in Rotterdam. Tegelijkertijd volgde ze een vooropleiding muziektheater van Fontys Academy of the Arts in Tilburg. In juli 2021 studeerde ze af aan de bacheloropleiding muziektheater. In 2016 was ze te zien in het NPO Zapp programma New Musical Star. Gerrits behaalde hierin de finale.
In 2022 speelde Gerrits in de musical The Prom. Hierin speelde ze een Alyssa, die door haar beste vriendin Emma, gespeeld door Juliette van Tongeren, mee wordt gevraagd naar een bal. Voor deze rol werd ze genomineerd voor een Musical Award. Een jaar later verkreeg Gerrits de hoofdrol van Sophie in de musical Mamma Mia!. In 2024 kreeg Gerrits een hoofdrol in Eiffel de Musical. Gerrits speelt in deze musical Claire Eiffel, de dochter van Gustave Eiffel, gespeeld door Ad Knippels.

## Theater
| Jaar      | Titel               | Rol              | Producent                            |
| --------- | ------------------- | ---------------- | ------------------------------------ |
| 2021-2022 | Diana & Zonen       | jonge Diana      | MediaLane                            |
| 2022      | Ensemble, Ensemble! | n.v.t.           | Rudy Hellewegen en Steven Roox       |
| 2022      | Autumn Nights       | n.v.t.           | Nathan Markuszower                   |
| 2022-2023 | The Prom            | Alyssa           | De Graaf & Cornelissen Entertainment |
| 2023      | Musicals Gone Mad   | n.v.t.           | M Theaterproducties                  |
| 2023-2024 | Mamma Mia!          | Sophie           | De Graaf & Cornelissen Entertainment |
| 2024-2025 | Eiffel de Musical   | Claire Eiffel    | Goedemorgen Theaterproducties        |
| 2025      | Koud Vuur           | Emma             | OpusOne                              |
| 2025      | Broadway Twisted    | n.v.t.           | De Leeuw Producties                  |
| 2025-2026 | Hairspray           | Amber Von Tussle | De Graaf & Cornelissen Entertainment |

## Televisie
| Jaar | Titel            | Omroep/Zender | Opmerkingen                                |
| ---- | ---------------- | ------------- | ------------------------------------------ |
| 2016 | New Musical Star | AVROTROS      | Behaalde de finale                         |
| 2025 | Voor het blok    | AVROTROS      | Deelneemster, samen met Danique Graanoogst |